# Погань (Венгрия)
Погань (венг. Pogány) — коммуна с центром в одноимённом посёлке в Печском районе медье Баранья, Венгрия. Рядом с посёлком Погань находится международный аэропорт Печ-Погань, обслуживающий, главным образом, расположенный в 9 км к северу от Погани город Печ.
Погань стоит рядом с автомагистралью M58 (Печ - Доньи-Михольяц), связан с Печем регулярным автобусным сообщением.

## Население
| Год  | Численность | Численность |
| ---- | ----------- | ----------- |
| 2013 | 1183        | [ 5 ]       |
| 2014 | 1180        | [ 6 ]       |
| 2015 | 1168        | [ 7 ]       |
| 2019 | 1240        | [ 8 ]       |
| 2021 | 1308        | [ 9 ]       |
| 2022 | 1305        | [ 10 ]      |
| 2023 | 1335        | [ 11 ]      |
| 2024 | 1354        | [ 3 ]       |

Население коммуны 1168 человек (2012), население посёлка Погань — 1003 человек. Кроме административного центра в коммуну входят несколько деревень. Большинство населения — венгры (71,4 %), также в посёлке проживают значительные меньшинства хорватов (11,6 %) и немцев (11,1 %); а также сербы (0,9 %), цыгане (0,9 %) и др. Преобладающее вероисповедание — римо-католики (54,3 %), за ними идут протестанты (15,6 %).